# Occhio di tigre
L'occhio di tigre è una varietà di quarzo contenente inclusioni di crocidolite, un minerale facente parte del gruppo dell'amianto. La presenza di queste fibre isoorientate, di colore giallo tendente all'oro, impartisce alla massa un effetto particolare detto gatteggiamento. Viene utilizzato principalmente come gemma per la creazione di gioielli di solito con taglio a cabochon. Il minerale proviene principalmente dal Sudafrica e seppure apprezzato per la particolarità, non ha molto valore.

## Pietre simili
L'occhio di tigre può essere confuso con alcune nefriti, o feldspati con inclusioni simili.
Della sua famiglia fanno parte anche l'occhio di falco (blu), l'occhio di bue (rosso, anche detto "Occhio di toro") e l'occhio di gatto (grigio).

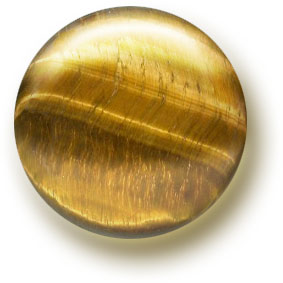
Il quarzo occhio di tigre richiama il colore dell'iride della tigre